# Iris (Pokémon)
Iris (アイリス; Iris) kitalált szereplő, a Pokémon anime negyedik, Best Wishes! című sorozatának egyik főszereplője.

## Megszemélyesítői
Az animében a japán hangját Aoi Yūki, míg angol hangját Eileen Stevens alakította.

## Iris pokémonjai
- Axew
- Excardill
- Emolga
- Dragonite
- Gible